# Renato Civelli
Renato Civelli (Pehuajó, 14 ottobre 1983) è un ex calciatore argentino, di ruolo difensore.
In possesso anche del passaporto italiano, suo fratello Luciano è stato anch'egli un calciatore.

## Carriera

### Club
Ha militato nel Banfield fino al 2006, anno in cui passa ai francesi dell'Olympique Marsiglia. Dopo i 4 gol segnati da difensore centrale, viene rimandato in Argentina, in prestito al Gimnasia La Plata. Tornato dal prestito, all'Olympique Marsiglia colleziona 14 presenze e segna 2 reti. Alla fine della stagione viene ceduto al San Lorenzo. Nel 2010 fa ritorno in Francia, al Nizza, dove nel corso di quattro stagioni colleziona 115 presenze e segna 13 gol. Il 21 aprile 2013 si rende protagonista di un curioso episodio: durante la partita Paris Saint-Germain-Nizza, dà un bacio sul collo a Zlatan Ibrahimović, affermando a fine partita che fosse una tattica per farlo innervosire. Entrambi ricevettero il cartellino giallo.
Il 25 giugno 2015 viene ingaggiato dai francesi del Lilla. Disputa 32 partite in campionato, chiuso al quinto posto con la qualificazione in Europa League, e arriva in finale di Coppa di Lega, persa contro il PSG. La stagione successiva è invece avara di soddisfazioni, con il Lilla che fallisce il passaggio del terzo turno preliminare di Europa League e in campionato arranca nei bassifondi della classifica. Il 25 settembre 2016 segna il primo e unico gol con la maglia dei Dogues nella partita persa con il Saint-Étienne. Il 22 dicembre viene annunciato il suo addio al club francese.